# Zirkel (Sternbild)
Der Zirkel (in der Erstbezeichnung französisch compas – lateinisch / fachsprachlich Circinus) ist ein Sternbild des Südhimmels.

## Beschreibung

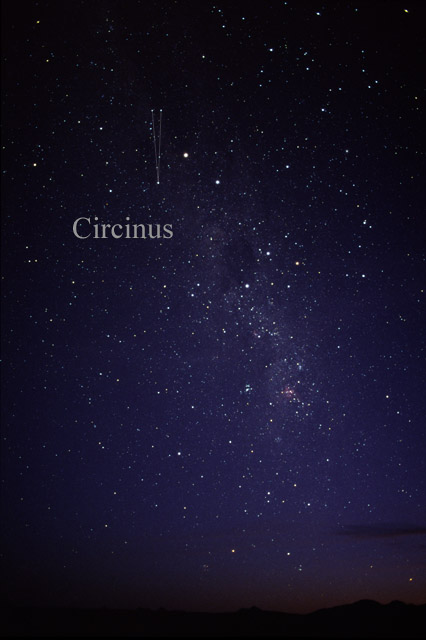
Das Sternbild Circinus, wie es mit dem bloßen Auge gesehen werden kann

Der Zirkel ist ein unauffälliges Sternbild, bestehend aus einer Gruppe von Sternen, von denen nur einer die 3. Größenklasse erreicht.
Durch das Sternbild zieht sich das helle Band der Milchstraße. Von Europa aus ist es nicht beobachtbar.

## Geschichte
Der „Zirkel“ gehört zu den Sternbildern, die der französische Astronom Nicolas Louis de Lacaille im 18. Jahrhundert einführte.

## Himmelsobjekte

### Sterne
| Stern | Name          | Größe | Distanz (Lj) | Spektralklasse          |
| α     | Alpha Circini | 3,19m | 54           | F0                      |
| β     |               | 4,07m | 96           | A3 V                    |
| γ     |               | 4,51m | 450          | B5 IV + F8 V            |
| ε     |               | 4,85m | 430          | K2 III                  |
| δ     |               | 5,09m | 2270         | O8 IV + O9.5 V + B0.5 V |
| θ     |               | 5,11m | 1130         | B2 + B2                 |
| η     |               | 5,17m | 277          | G8 III                  |
| ζ     |               | 6,09m | 1400         | B2/3 Vn                 |

β Circini ist ein 96 Lichtjahre entfernter Stern der Spektralklasse A3 V.

### Doppelsterne
| System | Größen    | Abstand |
| ------ | --------- | ------- |
| α      | 3,4m/8,6m | 16"     |
| δ      | 5,1m/5,7m | 243"    |

α Circini, der hellste Stern im Zirkel, ist ein Doppelsternsystem. Bereits mit einem kleineren Teleskop kann das System in Einzelsterne aufgelöst werden.
δ Circini ist ein extrem leuchtstarkes Doppelsternsystem in 2300 Lichtjahren Entfernung. Es besteht aus zwei etwa gleich hellen Sternen der Spektralklassen O9 und B1. Das System weist von der Erde aus einen weiten Abstand von 243 Bogensekunden auf und kann bereits im Prismenfernglas als Doppelstern erkannt werden.

### NGC-Objekte
| NGC  | sonstige | Größe | Typ                  | Name |
| ---- | -------- | ----- | -------------------- | ---- |
| 5315 |          | 9,8m  | Planetarischer Nebel |      |
| 5823 |          | 7,9m  | Offener Sternhaufen  |      |

Im Zirkel findet man den Offenen Sternhaufen NGC 5823 sowie die Circinusgalaxie (ESO 97-G13).